# Pik Graura
Pik Graura är en bergstopp i Antarktis. Den ligger i Östantarktis. Norge gör anspråk på området. Toppen på Pik Graura är 1 891 meter över havet, eller 60 meter över den omgivande terrängen. Bredden vid basen är 0,86 km.
Terrängen runt Pik Graura är varierad. Trakten är obefolkad.